# Quiero hacerte gritar
Quiero hacerte gritar fue el primer álbum de estudio de la banda gallega de rock Los Piratas y el segundo que publicó la banda tras su álbum en directo de debut.
Fue lanzado al mercado en 1993 por la discográfica Warner y contó con la producción de José Luis Abreu.

## Lista de canciones
1. La cueva - 4:11
2. Quiero hacerte gritar - 3:33
3. Otra vez - 4:40
4. Quiero verte respirar - 3:00
5. La tormenta - 3:23
6. El sabor de las cosas - 4:40
7. Si ella dice - 4:47
8. Oh! nena - 3:50
9. Dentro del mar - 3:50
10. Enterrado - 4:30